# Rio Boia Mare
O Rio Boia Mare é um rio da Romênia afluente do Boia, localizado no distrito de Vâlcea.